# 밀러 지수

입방 결정에서 밀러 지수가 다른 면

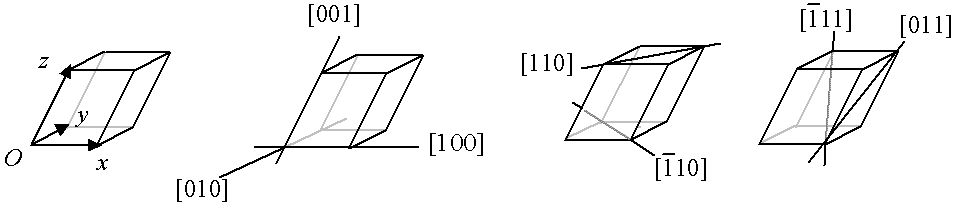
방향의 예

밀러 지수(Miller index)는 결정학에서 결정(브라베) 격자의 격자면을 나타내는 표기법이다.
특히, 주어진 (직접) 브라베 격자의 격자면 집합은 세 개의 정수 h, k, ℓ인 밀러 지수에 의해 결정된다. 이들은 (hkℓ)로 쓰여지며, {\displaystyle \mathbf {g} _{hk\ell }=h\mathbf {b} _{1}+k\mathbf {b} _{2}+\ell \mathbf {b} _{3}}에 직교하는 (주어진 브라베 격자의) 평행 격자면 집합을 나타낸다. 여기서 {\displaystyle \mathbf {b} _{i}}는 주어진 브라베 격자에 대한 역격자의 기저 또는 기본 번역 벡터이다. (직접 격자 벡터가 서로 직교할 필요는 없기 때문에 면이 직접 또는 원래 격자 벡터 {\displaystyle h\mathbf {a} _{1}+k\mathbf {a} _{2}+\ell \mathbf {a} _{3}}의 선형 조합에 항상 직교하는 것은 아니라는 점에 유의하라.) 이는 역격자 벡터 {\displaystyle \mathbf {g} } (역격자 원점부터 역격자 점을 나타내는 벡터)가 원래 브라베 격자의 주기를 따르는 공간 함수(예: 전자 밀도 함수)의 푸리에 급수에서 평면파의 파동 벡터라는 사실에 기반한다. 따라서 평면파의 파면은 원래 격자의 평행 격자면과 일치한다. 엑스선결정학에서 측정된 산란 벡터 {\displaystyle \Delta \mathbf {k} =\mathbf {k} _{\mathrm {out} }-\mathbf {k} _{\mathrm {in} }} (여기서 {\displaystyle \mathbf {k} _{\mathrm {out} }}는 나가는 (결정 격자에서 산란된) 엑스선 파동 벡터이고 {\displaystyle \mathbf {k} _{\mathrm {in} }}는 들어오는 (결정 격자 방향으로) 엑스선 파동 벡터)는 라우에 방정식에 따라 역격자 벡터 {\displaystyle \mathbf {g} }와 같으므로, 각 측정된 산란 벡터 {\displaystyle \Delta \mathbf {k} }에서 측정된 산란 엑스선 피크는 밀러 지수에 의해 표시된다. 관례적으로 음의 정수는 막대로 쓰여지며, 예를 들어 −3은 3으로 쓴다. 정수는 일반적으로 최저 항으로 쓰여지며, 즉 그들의 최대 공약수는 1이어야 한다. 밀러 지수는 엑스선결정학에서 반사를 지정하는 데에도 사용된다. 이 경우 정수가 반드시 최저 항일 필요는 없으며, 이웃하는 면에서의 반사가 이러한 모든 면에 원자가 존재하든 않든 상관없이 정확히 한 파장(2π)의 위상차를 갖도록 간격이 벌어진 면에 해당한다고 생각할 수 있다.
몇 가지 관련 표기법도 있다.
- 표기법 {\textstyle \{hk\ell \}}는 격자의 대칭에 의해 {\displaystyle (hk\ell )}와 동등한 모든 면 집합을 나타낸다.

결정 방향(면이 아닌)의 맥락에서 해당 표기법은 다음과 같다.
- {\displaystyle [hk\ell ],} 둥근 괄호 대신 네모 괄호를 사용하여 역격자 대신 직접 격자 벡터의 기저에서의 방향을 나타내며,
- 유사하게, 표기법 {\displaystyle \langle hk\ell \rangle }는 대칭에 의해 {\displaystyle [hk\ell ]}와 동등한 모든 방향 집합을 나타낸다.

라우에-브래그 간섭에 유의하라.
- {\displaystyle hk\ell }는 반사를 지정할 때 어떤 괄호도 없다.

밀러 지수는 1839년 영국의 광물학자 윌리엄 할로우스 밀러가 도입했지만, 거의 동일한 시스템(바이스 매개변수)은 이미 1817년부터 독일 광물학자 크리스티안 사무엘 바이스가 사용하고 있었다. 이 방법은 역사적으로 밀러 시스템으로 알려졌으며, 지수는 밀러 지수라고 불렸지만 지금은 드물다.
밀러 지수는 때때로 언급되는 것처럼 원시 기저 벡터뿐만 아니라 어떤 단위 셀 선택에 대해서도 정의된다.

## 정의

축과 절편을 사용하여 면의 지수를 결정하는 예; 왼쪽 (111), 오른쪽 (221)

밀러 지수의 의미를 정의하는 데에는 두 가지 동등한 방법이 있다. 역격자의 점을 이용하거나 격자 벡터를 따라 절편의 역수를 이용하는 방법이다. 두 정의는 아래에 제시되어 있다. 어느 경우든 단위 셀을 정의하는 세 개의 격자 벡터 a1, a2, a3를 선택해야 한다(기존 단위 셀은 아래 예에서 설명하는 것처럼 브라베 격자의 원시 셀보다 클 수 있다는 점에 유의하라). 이들을 고려하면 세 개의 원시 역격자 벡터도 결정된다( b1, b2, b3로 표시됨).
따라서 세 개의 밀러 지수 {\displaystyle h,k,\ell ,(hk\ell )}가 주어지면 다음 역격자 벡터에 직교하는 면을 나타낸다.
{\displaystyle \mathbf {g} _{hk\ell }=h\mathbf {b} _{1}+k\mathbf {b} _{2}+\ell \mathbf {b} _{3}.}
즉, (hkℓ)는 원시 역격자 벡터의 기저에서 면에 대한 법선을 간단히 나타낸다. 좌표가 정수이기 때문에 이 법선 자체는 항상 역격자 벡터이다. 최저 항의 요구 사항은 주어진 방향에서 가장 짧은 역격자 벡터라는 것을 의미한다.
이와 동일하게, (hkℓ)는 세 점 a1/h, a2/k, a3/ℓ 또는 이의 배수를 절편하는 면을 나타낸다. 즉, 밀러 지수는 격자 벡터의 기저에서 면의 절편 역수에 비례한다. 지수 중 하나가 0이면 면이 해당 축과 교차하지 않음을 의미한다(절편은 "무한대"에 있다).
하나 이상의 격자 점(격자면)과 교차하는 (hkℓ) 면만 고려할 때, 이웃하는 격자면 사이의 수직 거리 d는 면에 직교하는 (가장 짧은) 역격자 벡터와 다음 공식으로 관련된다. {\displaystyle d=2\pi /|\mathbf {g} _{hk\ell }|}.
관련 표기법 [hkℓ]는 다음 방향을 나타낸다.
{\displaystyle h\mathbf {a} _{1}+k\mathbf {a} _{2}+\ell \mathbf {a} _{3}.}
즉, 역격자 대신 직접 격자 기저를 사용한다. 아래에 설명된 대로 입방 격자의 경우를 제외하고 [hkℓ]가 일반적으로 (hkℓ) 면에 수직이 아니라는 점에 유의하라.

## 입방 구조의 경우
단순 입방 결정의 경우, 격자 벡터는 역격자 벡터와 마찬가지로 직교하며 길이가 같다(보통 a로 표시됨). 따라서 이 일반적인 경우에 밀러 지수 (hkℓ)와 [hkℓ]는 모두 카르테시안 좌표계에서 단순히 법선/방향을 나타낸다.
격자 상수 a를 갖는 입방 결정의 경우, 이웃하는 (hkℓ) 격자면 사이의 간격 d는 (위에서) 다음과 같다.
{\displaystyle d_{hk\ell }={\frac {a}{\sqrt {h^{2}+k^{2}+\ell ^{2}}}}}.
입방 결정의 대칭성 때문에 정수의 위치와 부호를 변경하여 동등한 방향과 면을 가질 수 있다.
- ⟨100⟩와 같은 꺾쇠괄호 안의 지수는 [100], [010], [001] 또는 이러한 방향의 음수와 같이 대칭 연산으로 인해 동등한 방향 집합을 나타낸다.
- {100}와 같은 중괄호 안의 지수는 꺾쇠괄호가 방향 집합을 나타내는 것과 마찬가지로 대칭 연산으로 인해 동등한 면 법선 집합을 나타낸다.

면심 입방 격자 및 체심 입방 격자의 경우, 원시 격자 벡터는 직교하지 않는다. 그러나 이 경우 밀러 지수는 전통적으로 입방 초격자의 격자 벡터와 관련하여 정의되므로 다시 단순히 카르테시안 방향이다.

## 육방정계 및 사방정계 구조의 경우

밀러-브라베 지수

육방정계 및 사방정계 결정계의 경우 브라베-밀러 시스템을 사용할 수 있으며, 이 시스템은 다음과 같은 제약을 따르는 네 개의 지수 (h k i ℓ)를 사용한다.
h + k + i = 0.
여기서 h, k, ℓ은 해당 밀러 지수와 동일하며, i는 중복 지수이다.
육방 격자에서 면을 표기하는 이 네 지수 체계는 순열 대칭을 명확하게 보여준다. 예를 들어, (110) ≡ (1120)과 (120) ≡ (1210) 사이의 유사성은 중복 지수가 표시될 때 더 분명하다.
오른쪽 그림에서 (001) 면은 3중 대칭성을 가진다. 1/3 (2π/3 rad, 120°) 회전에도 변하지 않는다. [100], [010], [110] 방향은 실제로 유사하다. S가 [110] 축에 대한 면의 절편이면,
i = 1/S.
육방 격자 벡터(역격자 벡터 또는 면이 아닌)를 네 개의 지수로 표기하는 애드혹 스킴(예: 투과전자현미경 문헌)도 있다. 그러나 이는 정규 세 지수 집합에 중복 지수를 추가하는 방식으로 작동하지 않는다.
예를 들어, 위에서 제안된 역격자 벡터 (hkℓ)는 {\displaystyle h\mathbf {b} _{1}+k\mathbf {b} _{2}+\ell \mathbf {b} _{3}}와 같이 역격자 벡터로 표현될 수 있다. 육방 결정의 경우 이는 직접 격자 기저 벡터 a1, a2, a3로 표현될 수 있다.
{\displaystyle h\mathbf {b} _{1}+k\mathbf {b} _{2}+\ell \mathbf {b} _{3}={\frac {2}{3a^{2}}}(2h+k)\mathbf {a} _{1}+{\frac {2}{3a^{2}}}(h+2k)\mathbf {a} _{2}+{\frac {1}{c^{2}}}(\ell )\mathbf {a} _{3}.}
따라서 (hkℓ) 면에 수직인 영역 지수는 적절히 정규화된 세 쌍 형태에서 단순히 {\displaystyle [2h+k,h+2k,\ell (3/2)(a/c)^{2}]}이다. 그러나 (hkℓ) 면에 수직인 영역에 네 개의 지수가 사용될 때, 문헌에서는 종종 {\displaystyle [h,k,-h-k,\ell (3/2)(a/c)^{2}]}를 사용한다. 따라서 보시다시피, 네 지수 영역 지수는 네모 괄호 또는 꺾쇠괄호 안에 때때로 오른쪽에 단일 직접 격자 지수와 왼쪽에 역격자 지수(일반적으로 둥근 괄호 또는 중괄호 안에 있음)를 혼합한다.
그리고 육방정계 면 간 간격은 다음과 같은 형태를 취한다.
{\displaystyle d_{hk\ell }={\frac {a}{\sqrt {{\tfrac {4}{3}}\left(h^{2}+k^{2}+hk\right)+{\tfrac {a^{2}}{c^{2}}}\ell ^{2}}}}}

그러나 일반적으로 다음과 같다.
{\displaystyle d_{hkl}={\frac {2\pi }{\sqrt {h^{2}{\textbf {b}}_{1}^{2}+k^{2}{\textbf {b}}_{2}^{2}+l^{2}{\textbf {b}}_{3}^{2}+2hk{\textbf {b}}_{1}{\textbf {b}}_{2}\cos \gamma ^{*}+2kl{\textbf {b}}_{2}{\textbf {b}}_{3}\cos \alpha ^{*}+2lh{\textbf {b}}_{1}{\textbf {b}}_{3}\cos \beta ^{*}}}}}

## 결정 평면과 방향

밀집된 결정 평면

결정 방향은 결정의 노드(원자, 이온 또는 분자)를 연결하는 선이다. 마찬가지로 결정 평면은 노드를 연결하는 평면이다. 일부 방향과 평면은 노드 밀도가 더 높으며, 이러한 밀집된 평면은 결정의 행동에 영향을 미친다.
- 광학: 응축 물질에서 빛은 레일리 산란을 통해 한 원자에서 다른 원자로 "점프"한다. 따라서 빛의 속도는 원자가 가깝거나 멀리 있는지에 따라 방향에 따라 달라진다. 이는 복굴절을 유발한다.
- 흡착과 반응성: 흡착과 화학 반응은 결정 표면의 원자나 분자에서 발생할 수 있으며, 이러한 현상은 노드 밀도에 민감하다.
- 표면장력: 물질의 응축은 원자, 이온 또는 분자가 다른 유사한 종으로 둘러싸여 있을 때 더 안정적이라는 것을 의미한다. 따라서 인터페이스의 표면장력은 표면 밀도에 따라 달라진다.
  - 구멍과 결정립은 밀집된 평면을 따르는 직선 결정립계를 갖는 경향이 있다.
  - 벽개
- 전위 (재료과학) (소성 변형)
  - 전위 코어는 밀집된 평면에 퍼지는 경향이 있다(탄성적 교란이 "희석"된다). 이는 마찰력을 줄이고(Peierls–Nabarro force), 밀집된 평면에서 미끄러짐이 더 자주 발생한다.
  - 전위가 운반하는 교란(버거스 벡터)은 밀집된 방향을 따른다. 밀집된 방향에서 한 노드의 이동은 더 적은 변형이다.
  - 전위 선은 밀집된 방향을 따르는 경향이 있으며, 전위 선은 종종 직선이고, 전위 루프는 종종 다각형이다.

이러한 모든 이유로 평면을 결정하는 것이 중요하며, 따라서 표기법 시스템을 갖는 것이 중요하다.

## 정수 대 무리수 밀러 지수: 격자면과 준결정
일반적으로 밀러 지수는 정의상 항상 정수이며, 이 제약 조건은 물리적으로 중요하다. 이를 이해하려면 위에서 정의된 밀러 "지수" a, b, c가 반드시 정수가 아닌 평면 (abc)를 허용한다고 가정해 보자.
a, b, c가 유리수 비율을 갖는다면, 동일한 평면 집합은 a, b, c를 적절하게 스케일링하여 정수 지수 (hkℓ)로 쓸 수 있다. 세 숫자 중 가장 큰 숫자로 나누고 최소 공분모를 곱하면 된다. 따라서 정수 밀러 지수는 모든 유리수 비율을 가진 지수를 암묵적으로 포함한다. (역격자 기저에서) 구성 요소가 유리수 비율을 가진 평면이 특별한 관심사인 이유는 이들이 격자면이기 때문이다. 이들은 결정과의 교차가 2차원 주기적인 유일한 평면이다.
반면에 a, b, c가 무리수 비율을 갖는 평면 (abc)의 경우, 평면과 결정의 교차는 주기적이지 않다. 이는 준결정으로 알려진 비주기적 패턴을 형성한다. 이 구성은 무리수 비율 밀러 지수를 가진 평면을 사용하는 표준 "자르고 투영" 방법으로 준결정을 정의하는 것과 정확히 일치한다. (비록 펜로즈 테셀레이션과 같은 많은 준결정은 3차원 이상의 주기적인 격자를 "잘라내어" 형성되지만, 이는 하나 이상의 초평면 (수학)의 교차를 포함한다.)

## 같이 보기
- 결정 구조
- 결정 습성
- 역격자
- MTEX